# Léonus Bénard
Léonus Bénard est un industriel et homme politique français né le 10 janvier 1882 à Saint-Louis, sur l'île de La Réunion, et décédé le 23 janvier 1952 à Paris.

## Biographie
Fils d'agriculteur, il se lance en 1910 dans une carrière d'industriel en se spécialisant dans la transformation de la canne à sucre. Il devient progressivement l'une des figures majeures de l'économie de l'île en rachetant plusieurs entreprises locales, en particulier la colossale usine du Gol. Réformé lors du premier conflit mondial, il organise plusieurs groupements de soutien à l'action des soldats français.
Attiré par le sucre et son industrie, avec le soutien familial, ce jeune cultivateur de la Rivière Saint-Louis avait réussi, en 1910, à remettre en fonction l’usine de Pierrefonds, fermée depuis la fin du XIXe siècle. Ayant profité des hauts cours et des facilités de placement du sucre provoqués par la Grande Guerre, Léonus Bénard avait réussi à faire fortune.
Léonus Bénard se lance en politique en 1919 en devenant conseiller municipal de sa ville natale, avant d'en devenir maire en 1924, fonction qu'il occupe jusqu'en 1930. En 1919 également, il entre au conseil général de La Réunion. Il est membre de l'assemblée départementale jusqu'en 1940, et la préside entre 1929 et 1931.
Fondateur du Parti d'action républicaine, démocratique et sociale (PARDS, centre-gauche), il devient sénateur de l'île en 1928 lors d'une élection partielle. Inscrit au groupe de la Gauche démocratique, il est réélu en 1929 puis en 1938.
Il ne prend pas part au vote lors de la remise des pleins pouvoirs au Maréchal Pétain le 10 juillet 1940 et abandonne complètement la vie politique. Il se retire à Paris, où il meurt en 1952.

## Sources
- Jean Jolly (dir.), Dictionnaire des parlementaires français, notices biographiques sur les ministres, sénateurs et députés français de 1889 à 1940, Paris, PUF, 1960.